# Liste der Kulturdenkmale in Liebertwolkwitz
Die Liste der Kulturdenkmale in Liebertwolkwitz enthält die Kulturdenkmale des Leipziger Stadtteils Liebertwolkwitz, die in der Denkmalliste vom Landesamt für Denkmalpflege Sachsen mit Stand 2017 erfasst wurden.

## Legende
- Bild: Bild des Kulturdenkmals, ggf. zusätzlich mit einem Link zu weiteren Fotos des Kulturdenkmals im Medienarchiv Wikimedia Commons. Wenn man auf das Kamerasymbol klickt, können Fotos zu Kulturdenkmalen aus dieser Liste hochgeladen werden:
- Bezeichnung: Denkmalgeschützte Objekte und ggf. Bauwerksname des Kulturdenkmals
- Lage: Straßenname und Hausnummer oder Flurstücknummer des Kulturdenkmals. Die Grundsortierung der Liste erfolgt nach dieser Adresse. Der Link (Karte) führt zu verschiedenen Kartendiensten mit der Position des Kulturdenkmals. Fehlt dieser Link, wurden die Koordinaten noch nicht eingetragen. Sind diese bekannt, können sie über ein Tool mit einer Kartenansicht einfach nachgetragen werden. In dieser Kartenansicht sind Kulturdenkmale ohne Koordinaten mit einem roten bzw. orangen Marker dargestellt und können durch Verschieben auf die richtige Position in der Karte mit Koordinaten versehen werden. Kulturdenkmale ohne Bild sind an einem blauen bzw. roten Marker erkennbar.
- Datierung: Baubeginn, Fertigstellung, Datum der Erstnennung oder grobe zeitliche Einordnung entsprechend des Eintrags in der sächsischen Denkmaldatenbank
- Beschreibung: Kurzcharakteristik des Kulturdenkmals entsprechend des Eintrags in der sächsischen Denkmaldatenbank, ggf. ergänzt durch die dort nur selten veröffentlichten Erfassungstexte oder zusätzliche Informationen
- ID: Vom Landesamt für Denkmalpflege Sachsen vergebene, das Kulturdenkmal eindeutig identifizierende Objekt-Nummer. Der Link führt zum PDF-Denkmaldokument des Landesamtes für Denkmalpflege Sachsen. Bei ehemaligen Kulturdenkmalen können die Objektnummern unbekannt sein und deshalb fehlen bzw. die Links von aus der Datenbank entfernten Objektnummern ins Leere führen. Ein ggf. vorhandenes Icon  führt zu den Angaben des Kulturdenkmals bei Wikidata.

## Liste der Kulturdenkmale in Liebertwolkwitz
| Bild                                    | Bezeichnung | Lage                                      | Datierung | Beschreibung | ID       |
| --------------------------------------- | --- | ----------------------------------------- | --- | --- | -------- |
| Weitere Bilder                          | Wohnhaus eines Bauernhofes, heute Museum und Gasthaus | Alte Tauchaer Straße 1 (Karte)            | um 1808 (Bauernhaus) | Obergeschoss Fachwerk, markantes ortsbildprägendes Fachwerkgebäude mit älterem Kern, baugeschichtlich und dorfentwicklungsgeschichtlich von Bedeutung | 09259767 |
|                                         | Apelstein Nr. 2 (V) | Alte Tauchaer Straße 1 (bei) (Karte)      | bezeichnet 1863 (Gedenkstein) | Gedenkstein zur Erinnerung an die Kämpfe der Völkerschlacht bei Leipzig 16. Oktober 1813, Rest des originalen Apelsteines Nummer 2, Prinz Eugen von Württemberg 10.000 Mann (2. russisches Korps), begann Schlacht bei Wachau und hielt Stellung, geschichtlich von Bedeutung, Erinnerungswert und Bedeutung für die Volksbildung | 09259764 |
| Direkt Bild zu diesem Denkmal hochladen | Wohnhaus (ohne Anbauten), Scheune sowie straßenseitige Toreinfahrt (mit zwei Prellsteinen), Hofmauer und Hofpflasterung eines Bauernhofes | Alte Tauchaer Straße 6 (Karte)            | bezeichnet 1808 (Bauernhaus), 1895 (Scheune) | Wohnhaus Putzbau mit Fachwerk-Obergeschoss, Segmentbogenportal und Krüppelwalmdach, mit vielen originalen Details erhaltene Bestandteile einer Hofanlage vom Anfang des 19. Jahrhunderts, ortsbildgestaltend, baugeschichtlich von Bedeutung Die Gutsanlage gehört zu den ältesten Bauerngüter in Liebertwolkwitz, gelegen an der Verbindungsstraße zwischen Markt und Roßmarkt und befindet sich auf einem für die zentrale Ortslage recht ungewöhnlich großen Grundstück. An das bei der Hofeinfahrt mitsamt dem aus Rochlitzer Porphyrtuff geschlagenen Eingangsportal 1808 errichteten giebelständigen Wohnhaus ließ Gutsbesitzer Anton Louis Frommolt 1881 einen an der Straße situierten Anbau (kein Denkmal) fügen. Für diese Arbeiten wurde der ortsansässige Maurermeister Fr. Dittrich verpflichtet. Das Wohnstallgebäude selbst ist verputzt und besitzt ein Fachwerk-Obergeschoss sowie Ziegeldeckung, das erwähnte Portal ist im Schlussstein datiert und hat davor einen Zugang mit heute sehr selten im Leipziger Umland zu findenden Sandsteinstufen. Nach der Wohnhausvergrößerung 1881 folgte 1893 die Erweiterung des Kuhstalles (gewölbtes Stallgebäude mit Futterbecken). In den 2000er Jahren kamen die der Traufseite des Wohnhauses gegenüber stehenden Ställe zum Abbruch, ebenso die zwischen Stallgebäude und Scheune liegende Remise mit Hühnerstall. Zum Gartenland bzw. Feld schließt eine 1895 erbaute und 1897–1898 erweiterte Scheune das Grundstück ab. Hierfür erging die Auftragserteilung durch Frommolt an den Maurermeister Theodor Calov. Willy Calov übernahm 1932–1934 mit seinem Baugeschäft den Wiederaufbau der durch einen Brand in Mitleidenschaft gezogenen Teile des Wirtschaftsgebäudes – jetzt unterzeichnete Rittergutspächter Curt Frommolt aus Biesen bei Zschortau für Frommolts Erben. Zum noch immer die alte Ortslage prägenden Bauernhof gehören die Hofpflasterung und die straßenseitige Einfriedung (noch Reste der historischen Lehmmauer) mit Torpfeilern. Ortsentwicklungsgeschichtlich und baugeschichtlich von Bedeutung sowie ortsbildcharakterisierend. LfD/2013, 2014 | 08970136 |
| Direkt Bild zu diesem Denkmal hochladen | Wohnhaus in halboffener Bebauung | Alte Tauchaer Straße 18 (Karte)           | 1908 (Wohnhaus) | gründerzeitliche Klinkerfassade, Dokument der kleinstädtischen Entwicklung am Beginn des 20. Jahrhunderts, ortsentwicklungsgeschichtlich von Bedeutung 1908 entstand an der damaligen Zuckelhausener Straße im Auftrag des Bauherren Emil Paul Werner, eines ortsansässigen Versicherungsbeamten, die rechte Hälfte eines geplanten Doppelmietshauses. Ein auf dem Grundstück befindliches Wohnhaus und das Stallgebäude wurden abgetragen. Ausführung und Bauleitung des Neubaus lag in der Hand des Liebertwolkwitzer Baumeisters Friedrich Dittrich. Pro Etage ist eine Wohnung eingerichtet mit Vorsaal, zwei Stuben, zwei Kammern, Küche mit Speisekammer und AWC. Auf Forderungen der Königlichen Amtshauptmannschaft geht das anstatt eines zweiten oberen Vollgeschosses ausgeführte Mansardgeschoss mit zweiachsigem Zwerchhaus zurück. Das Gebäude ist Dokument der kleinstädtischen Ortserweiterung von Liebertwolkwitz an den Ausfallstraßen und zeugt vom anspruchsvollen Selbstverständnis des Bauherren, die Architektur der Klinkerfassade mit Kunststeingliederungen und das giebelbekrönte Zwerchhaus zeigen dies deutlich, gerade auch im Vergleich mit den Häusern der gegenüberliegenden Straßenseite. Schmuckelemente noch gründerzeitlich intendiert, mit Anklängen an den (späten) Jugendstil. LfD/2008 | 09302161 |
| Direkt Bild zu diesem Denkmal hochladen | Denkmal für die Gefallenen des 1. Weltkrieges | Am Angerteich (Karte)                     | nach 1918 (Gefallenendenkmal) | in Nähe Straße Zum Wasserturm, auf dem Grundstück einer ehemaligen Turnhalle, ortsgeschichtlich von Bedeutung, Dokumentationswert, Bedeutung für die Volksbildung | 08970148 |
| Direkt Bild zu diesem Denkmal hochladen | Portal und Inschrifttafel an einer Schule | Am Angerteich 2 (Karte)                   | bezeichnet 1901–1902 (Portal) | Inschrifttafel aus Sandstein, repräsentatives Jugendstilportal, baukünstlerisch von Wert | 09259753 |
| Direkt Bild zu diesem Denkmal hochladen | Portal einer Turnhalle (heute Schulhort) | Am Angerteich 4 (Karte)                   | um 1900 (Portal) | Sandsteinrahmung mit Relief in Jugendstilformen, mit baukünstlerischem Wert | 08970149 |
|                                         | Ehemalige Badeanstalt, mit Park | An der Badeanlage 1 (Karte)               | 1907–1909, bezeichnet 1908 (Kurbad) | einstige Heilbadeanstalt, markantes Gebäude mit Ziegel-Putz-Fassade und Jugendstildetails, vorgelagert der Josef-Sliwanski-Hain, von sozialgeschichtlicher und baugeschichtlicher Bedeutung, Erinnerungswert | 09259771 |
| Direkt Bild zu diesem Denkmal hochladen | Fabrikgebäude einer Kartonagenfabrik | An der Eisenbahn 1 (Karte)                | 1923–1924 (Fabrik) | zeittypischer Putzbau, architektonisch interessant gestalteter Fabrikbau der 1920er Jahre im Stil der Moderne, Architekten: Knauthe & Gellhorn, Halle/Berlin, Zeugnis der industriellen Entwicklung des Ortes, ortsgeschichtlich und baugeschichtlich von Bedeutung | 08970113 |
| Direkt Bild zu diesem Denkmal hochladen | Zwei Doppelwohnhäuser (Nr. 1/3 und Nr. 5/7), ein Wohnhaus (Nr. 9) und drei Nebengebäude im Hof sowie Einfriedung und Vorgarten | An der Siedlung 1; 3; 5; 7; 9 (Karte)     | 1924–1925, Nummer 1 (Doppelwohnhaus), 1925–1926, Nummer 3 (Doppelwohnhaus), 1925–1926, Nummer 5/7 (Doppelwohnhaus), 1925–1930, Nummer 9 (Wohnhaus) | Putzbauten, Nebengebäude Nummer 9 ohne Anbau, Teil der Arbeitersiedlung Liebertwolkwitz, als Dokument sozialen Wohnungsbaues von sozialgeschichtlichem und ortsbaugeschichtlichem Wert Nummer 1/3: Entwürfe, Bauleitung und die statischen Berechnungen übernahm Architekt Johannes Koppe als Auftrag der Gemeinde Liebertwolkwitz. Für den Gemeinderat unterzeichnete Bürgermeister Liebing. Das Haus mit der heutigen Nummer 1 entstand als Vierfamilienhaus zwischen August 1924 und September 1925, das Zwillingsgebäude Nummer 3 ab März 1925. Hier fand die Schlussbesichtigung am 20. Januar 1926 unter Anwesenheit des bei Koppe beschäftigten Herrn Hellriegel statt. In jedem Haus konnten vier Wohnungen abgemietet werden, die neben zwei Stuben eine Wohnküche nebst Speisekammer sowie Vorraum und Wasserspülabort besaßen. Bei Nummer 1 kam in den rechts liegenden Wohnungen ferner eine Kammer zur Einrichtung, im Keller ein Gemeinschaftsbad und eine Waschküche. Haus Nummer 3 erhielt im Keller nur eine Waschküche und kein Bad, jedoch beide Haushälften eine Notwohnung unterm Dach. In der Bauakte zu finden sind zudem Pläne der Einfriedung, die Zeichnung einer Gartenlaube 1928 (Nummer 1), die Genehmigung einer Garage bei Nummer 3 und die Erläuterung der notwendigen Anbringung von Jalousien. Dieser Wunsch der Mieter resultierte aus der „unerträglichen Hitze“, die in den Wohnungen im Sommer herrschte. Über einem verfugten Bruchsteinsockel zeigt sich die Fassade verputzt, das Doppelhaus als Zwilling des baugleichen Hauses der Nummern 5 und 7 rechts nebenan. Der Baukörper ist an den Seiten mit jeweils drei Fensterachsen vorgesetzt, die Traufe profiliert gezogen, das Sohlbankgesims des Obergeschosses durchgehend, Nutung sparsam an den Ecken eingesetzt. Freundlich wirkt das Haus als Bestandteil der Wohnanlage mit großzügigen vorgelagerten Rasenflächen und mit roten Ziegeln eingedeckten Dachlandschaften. Das Haus ist saniert, wobei die Gestaltung der Gauben sowie der Verzicht auf die ehemaligen Fensterläden und Fassadenspaliere des Erdgeschosses weniger glücklich erscheint. Gebäude und Grundstück zeugen vom Bemühen der Gemeinde Liebertwolkwitz um Linderung der Wohnungsnot Mitte der 1920er Jahre und besitzt das Doppelhaus somit einen baugeschichtlichen und sozialgeschichtlichen Wert. LfD/2019 | 09259866 |
| Direkt Bild zu diesem Denkmal hochladen | Mietshaus in offener Bebauung, mit Vorgarten und Einfriedung | An der Siedlung 2 (Karte)                 | 1930–1931 (Mietshaus) | mit expressionistischem Gitter, Putzfassade, Bestandteil der von der Gemeinde erbauten Kleinwohnungs-Siedlung, als Dokument sozialen Wohnungsbaues von sozialgeschichtlichem und ortsbaugeschichtlichem Wert Das dreigeschossige Wohnhaus wurde auf Grundlage der Bauvorschrift für den Teilbebauungsplan II als sozialer Wohnungsbau in den Jahren 1930/1931 errichtet. Dieser Entwicklungsplan bezog sich auf die Kleinwohnungskolonie der Gemeinde Liebertwolkwitz und datiert vom 21. April 1925. Entwurf und Bauleitung übernahm das Gemeindebauamt, vertreten durch den Baumeister A. Müller, im Auftrag des Gemeinderates. Beide Wohnungen enthielten in jeder Etage drei Zimmer, Flur, Küche, WC, eine Waschküche befand sich im Keller. Keinen besonderen Bezug nimmt der Gebäudekubus auf die Ecklage (Störmthaler Straße), lediglich die Einfriedung akzentuiert die Situation durch eine gerundet verlaufende Eckmauer mit Gitterstäben im Stil des Art déco, an die sich einfache Zaunsfelder zwischen Zementsäulen anschließen, dahinter liegt an beiden Straßenflanken ein Vorgarten. Ein Ziegeldach schließt das komplett verputzte Haus über Sichtklinkermauersockel ab, Gliederungen übernehmen genutete Ecklisenen, durchgezogene Fensterbänke, schmale Fensterrahmungen. Bei der Sanierung konnten Teile der Ausstattung erhalten werden, auf die Fensterklappläden im zweiten Obergeschoss wurde leider verzichtet. Für das authentische Zeugnis sozialen Wohnungsbaus um 1930 ist ein baugeschichtlicher und sozialhistorischer Wert festzustellen. LfD/2017, 2019 | 08970116 |
| Weitere Bilder                          | Sachgesamtheit Südliches Schlachtfeld 1813: Schlachtfeld mit Straßen- und Wegeverlauf, ehemaligen Schanzen und Sichtbeziehungen, Feld erstreckt sich insgesamt auf den Fluren der Gemeinden Leipzig, Markkleeberg und Großpösna (siehe auch die Sachgesamtheitsbestandteil-Dokumente Obj. 09299350 – Großpösna, OT Großpösna, Obj. 09299348 – Großpösna, OT Störmthal, Obj. 09299347 – Großpösna, OT Güldengossa, Obj. 09257274 – Markkleeberg, OT Auenhain und Obj. 08965911 – Markkleeberg, OT Wachau) | An der Trift (Karte)                      | 1813 (Schlachtfeld) | flächenhaftes Kulturdenkmal für das Kampfgeschehen der Völkerschlacht bei Leipzig, Gedenksteine (Apelsteine) auf dem gesamten Schlachtfeld verteilt, geschichtlich von Bedeutung | 09259754 |
| Direkt Bild zu diesem Denkmal hochladen | Postamt Liebertwolkwitz: Wohn- und Postgebäude in offener Bebauung (Badergasse 2 und Teichmannstraße 19) | Badergasse 2 (Teichmannstraße 19) (Karte) | 1898–1899 | Klinkerfassade, städtebaulich und ortsgeschichtlich von Bedeutung | 09307378 |
| Direkt Bild zu diesem Denkmal hochladen | Mietshaus in halboffener Bebauung | Bahnhofsallee 1 (Karte)                   | 1888 (Mietshaus) | historistische Putzfassade, Gebäude in städtebaulich markanter Lage, baugeschichtlich von Bedeutung Gegenüber dem alten Ortskern entwickelte sich vor allem die zum Bahnhof führende Straße zu einem prachtvollen kleinen Gründerzeitviertel. An der Ecke zur heutigen Großpösnaer Straße (Nummer 21) entstanden 1888 im Auftrag des Privatmannes und Rentiers Carl Bernhard Friedrich Pläne für einen repräsentatives Doppelhaus durch Zimmermeister Ernst Koch, der neben dem Entwurf auch für die Ausführung verantwortlich zeichnete. 1922 erfolgte ein Eigentümerwechsel von Apotheker Gerhard Jakulowsky an Kaufmann Ernst Hermann Köhler in Leipzig. Das dreigeschossige Gebäude Bahnhofsallee 1 – mit hervorgehobener Beletage, gebrochener Ecke und repräsentativem Hauseingang – steht auf spitzwinkligem Grundstück zur Badergasse. Historismusdekor überspannt die Putzfassade über einem Sockel aus Zyklopmauerwerk. Es liegt eine baugeschichtliche Bedeutung vor. LfD/2008, 2017 | 09259759 |
|                                         | Mietvilla mit Vorgarten | Bahnhofsallee 7 (Karte)                   | 1896 (Mietvilla) | historisierende Putzfassade, rechte Seite turmartig gestaltet, Zeugnis des städtischen Umbaus an der Wende zum 19. Jahrhundert, repräsentativer Baukörper mit baugeschichtlichem Wert | 09259758 |
| Direkt Bild zu diesem Denkmal hochladen | Mietshaus in halboffener Bebauung mit Vorgarten | Bahnhofsallee 8 (Karte)                   | 1903–1904 (Mietshaus) | Putz-Klinker-Fassade, Jugendstilbau mit interessanten Fensterbekrönungen in städtebaulich bedeutsamer Lage im Bahnhofsviertel, baugeschichtlich und ortsentwicklungsgeschichtlich von Bedeutung Der ortsansässige Maurermeister Theodor Calov beantragt im Februar 1903 den Bau eines Wohnhauses in der direkt zum Bahnhof führenden Straße. Zunächst werden die Pläne vom Gemeinderat zurückgewiesen und erst nach Änderungen im Planentwurf die Genehmigung im August erteilt. Ein Ausbau des Dachgeschosses 1928 auf dem linken Seitenrisalit durch Baumeister Friedrich Dittrich aus Liebertwolkwitz im Auftrag des Besitzers Hugo Weise kam nicht zur Ausführung. Im August 1993 Antrag für Gebäudesanierung durch Udo Arndt aus Gröbenzell, im Ergebnis wenig vorteilhafter Dachgeschossausbau. Verputztes Erdgeschoss über einem Sockel aus Zyklopmauerwerk und Formsteinen aus Rochlitzer Porphyrtuff, die Obergeschosse mit weißer Verblendziegelfassade. Der zweigeschossige linke Gebäudeteil im Sinne der Angleichung an den früheren Nachbarbau verputzt. Zur originalen Ausstattung gehören u. a. Treppenhaus und Wohnungseingangstüren. Der dem modernen Stilempfinden des Jugendstils verhaftete Mietshausbau ist insbesondere auch durch seine Lage im Ensemble des Bahnhofsviertels ein anschauliches Zeugnis der kleinstädtischen Entwicklung von Liebertwolkwitz am Anfang des 20. Jahrhunderts. LfD/2008 | 08970157 |
| Direkt Bild zu diesem Denkmal hochladen | Mietshaus in offener Bebauung, mit Toreinfahrt, Einfriedung, Vorgarten und Hinterhaus | Bahnhofsallee 12 (Karte)                  | um 1900 (Mietshaus) | mit Tordurchfahrt, Putz-Klinker-Fassade, Historismusbau mit baugeschichtlichem und ortsentwicklungsgeschichtlichem Wert | 08970112 |
| Weitere Bilder                          | Empfangsgebäude und Bahnsteigüberdachung eines Bahnhofs | Bahnhofsallee 13 (Karte)                  | 1885–1887 (Empfangsgebäude), 1915 (Bahnsteighalle)                                                                                                 | Putzfassade, reich gegliederter Baukörper mit repräsentativem Mittelteil, Eisenbahnstrecke Leipzig–Geithain, baugeschichtlich und eisenbahngeschichtlich von Bedeutung | 09259756 |
| Direkt Bild zu diesem Denkmal hochladen | Mietshaus in offener Bebauung, mit Vorgarten und Einfriedung | Bahnhofsallee 18 (Karte)                  | um 1890 (Mietshaus) | mit Tordurchfahrt, Putz- und Klinkerfassade, mit Eckerker, prachtvoll dekorierter Gründerzeitbau in städtebaulich markanter Lage, baugeschichtlich bedeutsam | 09259757 |
| Direkt Bild zu diesem Denkmal hochladen | Doppelmietshaus in offener Bebauung mit Vorgarten, Einfriedung und Nebengebäude im Hof (bei Nr. 2) | Blumenbogen 2; 4 (Karte)                  | 1924/1925 (Doppelmietshaus) | siehe auch An der Siedlung 1, 3, 5, 7, 9, Putzfassade, Teil des Arbeitersiedlungskomplexes in Liebertwolkwitz, als Dokument sozialen Wohnungsbaues von sozialgeschichtlichem und ortsbaugeschichtlichem Wert | 09259863 |
| Weitere Bilder                          | Apelstein Nr. 5 (N) | Bornaer Straße (Karte)                    | gesetzt 1861, bezeichnet 1863, erneuert in Granit (Gedenkstein)                                                                                    | Gedenkstein zur Erinnerung an die Kämpfe der Völkerschlacht bei Leipzig 181, 15.000 Mann unter General Lauriston gegen russische Truppen unter Gortschakoff und Pahlen, geschichtlich von Bedeutung, Dokumentationswert, Bedeutung für die Volksbildung | 09259870 |
| Weitere Bilder                          | Triangulationssäule | Bornaer Straße (Karte)                    | bezeichnet 1876 (Triangulationssäule) | Station 2. Ordnung, bedeutendes Zeugnis der Geodäsie des 19. Jahrhunderts, vermessungsgeschichtlich von Bedeutung Im Zeitraum 1862 bis 1890 erfolgte im Königreich Sachsen eine Landesvermessung, bei der zwei Dreiecksnetze gebildet wurden. Zum einen handelt es sich um das Netz für die Gradmessung im Königreich Sachsen (Netz I. Classe/Ordnung) mit 36 Punkten und die Königlich Sächsische Triangulierung (Netz II. Classe/Ordnung) mit 122 Punkten. Geleitet wurde diese Landesvermessung durch Christian August Nagel, wonach die Triangulationssäulen auch als „Nagelsche Säulen“ bezeichnet werden. Dieses Vermessungssystem war eines der modernsten Lagenetze in Deutschland. Die hierfür gesetzten Vermessungssäulen blieben fast vollständig an ihren ursprünglichen Standorten erhalten. Sie sind ein eindrucksvolles Zeugnis der Geschichte der Landesvermessung in Deutschland sowie in Sachsen. Das System der Vermessungssäulen beider Ordnungen ist in seiner Gesamtheit ein Kulturdenkmal von überregionaler Bedeutung. Der Pfeiler der Station Wachau musste aus geometrischen Erwägungen und Gründen der Sichtfreiheit auf dem Besitz von Gutsbesitzer H. E. Engelhardt nördlich der Wachau-Liebertwolkwitzer Straße gegenüber dem Wachauer (Murat-)Denksteine gebaut werden. Der neue Pfeiler wurde erst unmittelbar vor Beginn der Richtungsmessungen auf der Station 20-Pleißenburg von Nagel selbst konzipiert, nachdem Helmert bereits im Juli 1868 astronomische Messungen bei Wachau durchgeführt hatte. In den Dokumentationen werden für den dafür genutzten astronomischen Ziegelpfeiler auf dem Wachauer Denkstein 38 M Baukosten angeführt. Noch heute finden sich in der Oberfläche des Denksteins Messingmarken, wie sie für die Markierung geodätischer Festpunkte Verwendung finden. Der neu gestaltete Zubringer zur A 38 erforderte eine Verlegung des historischen Vermessungspunktes um etwa 8 m. In diesem Zusammenhang wurde die Säule 2006 restauriert. LfD/2013 | 09299709 |
|                                         | Denkmal auf dem Galgenberg | Bornaer Straße (Karte)                    | 1852 (Denkmal) | zur Erinnerung an die Völkerschlacht bei Leipzig, Schlacht bei Wachau, am 16. Oktober 1813 Standquartier Napoleons, errichtet vom »Verein zur Feier des 19. Oktober«, geschichtlich von Bedeutung, wissenschaftlicher Dokumentationswert, Bedeutung für die Volksbildung; auf dem Galgenberg | 09259872 |
| Direkt Bild zu diesem Denkmal hochladen | Wohnhaus in halboffener Bebauung | Dittrichstraße 2 (Karte)                  | um 1890 (Wohnhaus) | zeittypische Putzfassade, Teil der gründerzeitlichen Ortsbebauung, ortsentwicklungsgeschichtlich von Bedeutung | 09259774 |
| Direkt Bild zu diesem Denkmal hochladen | Schlauchturm einer Feuerwehr | Dorotheenring 2 (Karte)                   | 1909–1911 (Schlauchturm) | in rückwärtiger Grundstückslage, Ziegelfassade, von ortsgeschichtlicher und baugeschichtlicher Bedeutung, Erinnerungswert, für die Volksbildung bedeutsam Baumeister Karl Ebner lieferte den Entwurf für ein neu zu errichtendes Feuerwehr-Gerätehaus der Gemeinde Liebertwolkwitz. Für die Bauleitung zeichnete Bauinspektor Alfred Raue und für die Ausführung der Maurermeister Theodor Calov verantwortlich. Der im Detail nochmals geänderte Gebäudekomplex entstand 1909–1910 unter anderem mit Leiterraum, Feuerwehrgeräteraum, Schlauchturm sowie Unterstellraum für Kranken- und Leichenwagen. Tekturen des Jahres 1910 vereinfachten den reich verzierten ein- bzw. zweigeschossigen Baukörper sowie den mit einem Spitzhelm konzipierten Turm. Nach wie vor prägt der unter Denkmalschutz stehende Schlauchturm das mehrfach um- und ausgebaute Gebäudeensemble mit seiner erhaltenen ziegelsichtigen Fassade. Als überkommenes Zeugnis des durch die Ortsgemeinde finanzierten Neubaus einer der neuen Technik geschuldeten Feuerwache in Liebertwolkwitz ist neben dem baugeschichtlichen Wert ein hervorgehobener ortsentwicklungsgeschichtlicher Wert zu benennen. LfD/2013, 2017 | 09259768 |
| Direkt Bild zu diesem Denkmal hochladen | Wohnhaus in offener Bebauung | Gärtnergasse 11 (Karte)                   | 2. Hälfte 18. Jh. (Wohnhaus) | Putzfassade, eingeschossiger Lehmwellerbau, baugeschichtlich und ortsentwicklungsgeschichtlich von Bedeutung | 09259787 |
| Direkt Bild zu diesem Denkmal hochladen | Wohnhaus in offener Bebauung mit Vorgarten | Großpösnaer Straße 4 (Karte)              | um 1890 (Wohnhaus) | Putzfassade, baugeschichtlich und ortsentwicklungsgeschichtlich von Bedeutung | 08970158 |
| Direkt Bild zu diesem Denkmal hochladen | Fabrikhalle | Großpösnaer Straße 12 (Karte)             | 1913 (Fabrikhalle) | Klinkerfassade, Maschinenbauanstalt und Reparatur-Werkhalle, charakteristisches Beispiel für den Beginn der modernen Industriearchitektur, baugeschichtlich und ortsgeschichtlich von Bedeutung Am 4. April 1913 begehrte Direktor Eduard Ahr für die Landwirtschaftliche Maschinenhalle eGmbH das Baurecht für eine neue Halle nebst Verwaltungsgebäude, da das gegenüberliegende Areal des Unternehmens keine großzügige Erweiterung zuließ. Hintergrund und Anlass war, „weil unsere jetzigen Betriebsräume unmodern und für den erweiterten Betrieb unzureichend und nicht übersichtlich sind“. Im Neubau sollten untergebracht werden eine Schauhalle für die Ausstellung landwirtschaftlicher Maschinen, ein Reserveteil sowie Schlosserei, Garderobe, Toiletten und ein Raum für die etwa 12–20 Werkmeister (Schlosser). Entwurf und Bauleitung übernahm der Gohliser Architekt und Baumeister Otto Sperling. Zunächst kam nur der Teil der Schauhalle, die jetzt auch mit dem Begriff Maschinenhalle bezeichnet wurde, zur Ausführung. Abstand genommen wurde vom Bau des Verwaltungsgebäudes mit Direktorenwohnung. Ab Januar 1915 kam in die vermutlich 1914 fertige Halle die Einrichtung einer Werkstatt mit Niederlage, eines Kontors und eines Transformatorenraumes als Um- und Anbau zur Ausführung. Hierfür waren die Architekten J. und R. Koppe tätig. Das Unternehmen war auch bekannt als Landwirtschaftliche Maschinenhalle Liebertwolkwitz AG sowie später als Fabrik für technischen Bedarf Deppe & Co Liebertwolkwitz. Seit Januar 1992 ist die Fa. Deinzer & Weiland Inhaber des Grundstücks und Nutzer der heute sanierten Halle. Der wirkungsvolle gelbe Klinkerbau besitzt eine großzügige Durchfensterung und eine Überdeckung mit Holzbogenbinder, die schmale Traufseite zur Straße ist zweifach gebrochen. Für den Fabrikbau sind ein ortsgeschichtlicher und ein baugeschichtlicher Wert ausschlaggebend. LfD/2014, 2017 | 09259868 |
| Direkt Bild zu diesem Denkmal hochladen | Wohnhaus in offener Bebauung, mit Garten, Einfriedung und gepflasterte Zufahrt | Großpösnaer Straße 32 (Karte)             | 1910–1911 (Villa) | Putzbau mit Walmdach, wirkungsvoller Baukörper inmitten einer Gartenanlage, mit reicher Innenausstattung, als Werk des Architekten Paul Würzler-Klopsch baugeschichtlich bedeutsam | 08970115 |
|                                         | Transformatorenhäuschen | Jahnstraße (Karte)                        | bezeichnet 1910 (Transformatorenstation) | technisches Denkmal, Putzfassade, ansprechende architektonische Gestaltung, Zeugnis der Ortsentwicklung, technikhistorischer Wert | 09259755 |
| Direkt Bild zu diesem Denkmal hochladen | Wohnhaus in offener Bebauung, ehemalige Schule | Jahnstraße 1 (Karte)                      | 1863–1864 (Schule) | Putzbau, als »Kleine Schule« errichteter Bau von ortsgeschichtlicher Bedeutung | 08970151 |
|                                         | Wohnhaus in offener Bebauung und Hintergebäude | Jahnstraße 4 (Karte)                      | um 1870 (Wohnhaus) | zur Straße traufständiges Wohnhaus, Putzbau mit Krüppelwalmdach, mit vielen originalen Details erhaltenes Gebäude der Ortskernbebauung aus der 2. Hälfte des 19. Jahrhunderts, ortsentwicklungsgeschichtlich und baugeschichtlich von Bedeutung | 08970150 |
| Weitere Bilder                          | Kirche und Kirchhof Liebertwolkwitz | Kirchstraße 1-3 (Karte)                   | 16. Jh. (Friedhof), 18. Jh. (Grabsteine), bezeichnet 1703 (Grabplatte), 1883 (Gedenkstein zur Lutherfeier)                                         | Kirche und Kirchhof mit Stützmauer zur Straße, Grabsteinen und Grabplatten, sowie einem Gedenkstein zur Luther-Feier 1883; baugeschichtlich und ortsentwicklungsgeschichtlich von Bedeutung - ehemals „Alter Kirchhof Liebertwolkwitz“ bis 1853 für Bestattungen genutzt, danach fanden Beerdigungen auf dem Friedhof in Reinold-Schulze-Straße statt - neben der Kirche befinden sich ebenfalls auf dem Gelände, Grabsteine und -platten aus dem 18. Jh. sowie: - Pfarrhaus, Kirchstraße 3 (18. Jh.) - Gedenkstein für die Gefallenen der Völkerschlacht von 1813 (1984) - Denkmal für die Gefallenen beider Weltkriege (1934, nach 1945) - Gedenkstein zur Luther-Feier von 1883 | 09259775 |
| Weitere Bilder                          | Kirche mit Ausstattung | Kirchstraße 1 (Karte)                     | 1572–1575 (Kirche); 1. Hälfte 18. Jh. (Kanzelaltar); bez. 1573 (Taufe); 1890 (Orgel);                                                              | Kirche mit Ausstattung, Saalkirche mit schlichter Putzfassade und oktogonalem Turm mit barocker Haube, baugeschichtlich und ortsentwicklungsgeschichtlich von Bedeutung; - Kirche aus dem 12. Jh. und Pfarrhaus brannten 1572 nieder - zwischen 1572 und 1575 auf dem Kirchhof neu errichtet | 09259775 |
| Weitere Bilder                          | Pfarrhaus | Kirchstraße 3 (Karte)                     | 18. Jh. (Pfarrhaus) | Pfarrhaus und Garten; in rückwärtiger Lage zur Kirche auf dem Gelände des Kirchhof, stattlicher Bau mit mächtigem Krüppelwalmdach und Putzfassade, orts- und baugeschichtlich von Bedeutung | 09259777 |
| Weitere Bilder                          | Gedenkstein für die Völkerschlacht bei Leipzig 1813 | Kirchstraße 3 (bei) (Karte)               | bez. 1984 (Gedenkstein) | Gedenkstein in Liebertwolkwitz; zur Erinnerung für die am 14. Oktober 1813 während der Völkerschlacht bei Leipzig Gefallenen, Monolith mit Inschrifttafel am Hintereingang zum Kirchhof, Geschichtswert, Dokumentationswert | 09298031 |
| Weitere Bilder                          | Gefallenendenkmal Liebertwolkwitz | Kirchstraße 3 (bei) (Karte)               | 1934 (Kriegerdenkmal 1. Weltkrieg) | Denkmal für die Gefallenen des 1. (und 2. Weltkrieges; nach 1945 ergänzt) auf dem Kirchhof in Liebertwolkwitz; Erinnerungswert, geschichtlich von Bedeutung | 09259776 |
| Weitere Bilder                          | Mietshaus (Nr. 8) in geschlossener Bebauung und Hinterhaus (Nr. 8a) | Kirchstraße 8; 8a (Karte)                 | bezeichnet 1900 (Mietshaus) | Vorderhaus mit Tordurchfahrt, Putzbau, bemerkenswertes Gebäude des Späthistorismus, baugeschichtlich und ortsentwicklungsgeschichtliche Bedeutung | 08970139 |
| Direkt Bild zu diesem Denkmal hochladen | Wohnhaus in halboffener Bebauung | Kirchstraße 10 (Karte)                    | 18. Jh. (Wohnhaus) | Putzbau mit Walmdach, zur Straße traufständiger Bau, von ortsgeschichtlicher und baugeschichtlicher Bedeutung | 08970138 |
| Direkt Bild zu diesem Denkmal hochladen | Rest eines Sitznischenportals am Wohnhaus | Kirchstraße 12 (Karte)                    | 16. Jh. (Rest eines Sitznischenportals) | Seltenheitswert, künstlerisch von Bedeutung | 08970137 |
| Direkt Bild zu diesem Denkmal hochladen | Doppelmietshaus in offener Bebauung | Leibnitzstraße 3; 5 (Karte)               | 1906 (Doppelmietshaus) | ehemals mit Laden bei Nummer 3, Klinkerfassade, als Teil der historistischen Ortsbebauung von baugeschichtlicher Bedeutung | 09259779 |
| Direkt Bild zu diesem Denkmal hochladen | Doppelmietshaus in offener Bebauung | Leibnitzstraße 6; 8 (Karte)               | 1902–1903 (Doppelmietshaus) | Klinkerfassade, typisches Mietshaus der Wende zum 19. Jahrhundert, baugeschichtlich und ortsgeschichtlich von Interesse Schuhmachermeister August Friedrich Karl Gerhard ließ 1871/1872 Wohnhaus und Stall auf dem Grundstück der heutigen Nummer 8 erbauen (Maurermeister F. K. Kermes), das bereits 1902 einem Neubau weichen musste. Mit jeweils zwei unterschiedlich großen Wohnungen pro Etage wurde dieses Gebäude nebst rückwärtiger Stallungen bis März 1903 durch den ortsansässigen Maurermeister Theodor Calov im Eigenauftrag aufgeführt. Das um eine Achse schmalere Zwillingshaus Nummer 6 (ehemals mit Laden) und das rückwärtige Werkstattgebäude entstanden durch Calov einige Monate später für den Klempnermeister Arthur Zernack. Im Hinterhaus erfuhren neben der Werkstelle auch Lagerräume und das Waschhaus ihre Einrichtung. Eine Werkstatt im Hofgebäude bei Nummer 8 ließ der Drechslermeister und Hausbesitzer Wilhelm Roder 1912 einbauen. In den Jahren 2002/2003 erfolgten die Sanierung und ein Umbau des Doppelhauses für altersgerechtes Wohnen, initiiert vom Verein Arbeiterwohlfahrt Leipziger Land. Rotes Sichtklinkermauerwerk prägt die Fassaden über gelbem Klinkersockel, Kunststein-Formteile übernehmen Gliederung und Dekoration vor allem der Beletage. Einige Fensterverdachungen besitzen Giebel und Konsolen mit Giebelaufsätzen, an der Traufe befinden sich historistische Stuckkonsolen. Die Zugangstüren der rückwärtig liegenden Hauseingänge sind neu. Für den wirkungsvollen Wohnhausbau in Nähe des Ortszentrums besteht als Dokument der gründerzeitlichen Phase in der Geschichte von Liebertwolkwitz ein baugeschichtlicher Wert. LfD/2017 | 08970496 |
| Direkt Bild zu diesem Denkmal hochladen | Doppelmietshaus in offener Bebauung | Leibnitzstraße 7; 9 (Karte)               | 1907–1912, Nummer 9 (Doppelmietshaus), 1907–1909, Nummer 7 (Doppelmietshaus)                                                                       | aufwendige historisierende Klinkerfassade mit Jugendstildekor, als Teil der historistischen Ortsbebauung baugeschichtlich von Bedeutung Für das Eckgrundstück Leibnitzstraße Nummer 9 wurde im April 1907 der Bauantrag für ein Vorder- und ein Hinterwohngebäude gestellt durch den Gasthofbesitzer Wilhelm Richard Winkler aus Störmthal. Neuerlich gelangte ein Baugesuch im Herbst 1909 auf die Tagesordnung des Gemeinderates, im Januar 1910 folgten Tekturen. Zu diesem Zeitpunkt stand das breitere Nachbarhaus (Nummer 7) bereits. Auf dem Areal von Nummer 9 entstanden ein Wohnhaus, ein Wasch-Geräteraum und ein Werkstattgebäude. Richard Winkler vergrößerte 1912 den Laden bei Nummer 7 durch Hinzunahme einer Wohnung des angrenzenden Geschwisterhauses, die Garage im Hof stammt von 1931. In den Jahren 2001/2002 Sanierung, Dachausbau, Balkonanbau und Umbau der Geschäftszone von Nummer 7 in Wohnraum durch die Leibnitzstraße 7/9 GbR, das Hofgebäude von Nummer 9 blieb davon unberührt. Sockel und Erdgeschoss des frei stehenden Zwillingshauses sind verputzt, die oberen Etagen mit gelben Klinkern verblendet. Beide Häuser sind reich dekoriert mit Jugendstil- und spätem Historismusstuck, kräftigen Verdachungen der Fenster in der Beletage und reichem Schmuck unter der Traufe. Einen Akzent setzen Putzquader an den Ecken, ein kleines übergiebeltes Dachhaus bei Nummer 7 und die Reliefplatten in den Brüstungsfeldern unter den Fenstern des ersten Obergeschosses. Die in unmittelbarer Nähe zum Liebertwolkwitzer Dorfkern mit dem Rathaus und einigen erhaltenen Gehöften gelegente Bebauung der Leibnitzstraße ist das prägnanteste Zeugnis der städtischen Ortserweiterung im Mietwohnungsbau des Ortes (vgl. Nummer 1/3, 11 und 6/8 sowie Seitenstraße). Städtebaulich zeigt sich die Fassade der besprochenen beiden Häuser zusätzlich hervorstechend durch den Straßenknick, dem die Schaufront folgt. Es ist ein baugeschichtlicher Wert zu konstatieren. LfD/2018, 2019 | 09259780 |
| Direkt Bild zu diesem Denkmal hochladen | Wohnhaus in offener Bebauung und winkelförmiges Hofgebäude | Leibnitzstraße 19 (Karte)                 | um 1870/1880 (Mietshaus) | pittoresker straßenbildprägender Eckbau, zeittypische Putzfassade, ortsgeschichtlich und baugeschichtlich von Bedeutung | 09256914 |
| Weitere Bilder                          | Denkmal für Friedrich Teichmann | Liebertwolkwitzer Markt (Karte)           | um 1903 (Denkmal) | ortsgeschichtlich von Bedeutung, zur Erinnerung an den Rittergutsbesitzer Friedrich Teichmann, Gründer der Liebertwolkwitzer Sparkasse, bedeutsam für die Volksbildung | 09259783 |
| Weitere Bilder                          | Rathaus | Liebertwolkwitzer Markt 1 (Karte)         | 1841, später überformt (Rathaus) | in zentraler, städtebaulich exponierter Lage, stattlicher Putzbau, im Kern möglicherweise auf das 18. Jahrhundert zurückgehend, markantes Gebäude mit wissenschaftlich-dokumentarischem Wert und Bedeutung für die Ortsgeschichte | 09259784 |
| Direkt Bild zu diesem Denkmal hochladen | Wohnhaus, Seitengebäude, Scheune und Torbogen eines Bauernhofes | Liebertwolkwitzer Markt 2 (Karte)         | um 1800 (Bauernhaus) | Wohnhaus mit Putzfassade, Obergeschoss vermutlich Fachwerk, Bestandteil der ursprünglichen Ortskernbebauung in zentraler Lage, ortsbaugeschichtlich und gemeindeentwicklungsgeschichtlich von Bedeutung | 09259763 |
| Weitere Bilder                          | Wohnhaus, nördliches Seitengebäude und Scheune eines Vierseithofes | Liebertwolkwitzer Markt 3 (Karte)         | um 1800 (Bauernhaus) | Bauernhaus mit hohem Krüppelwalmdach, Stallgebäude mit Feldsteinmauerwerk und Putzfassade, Giebelwand zum Teil aus Lehm, traufständig zur Teichmannstraße stehend, Hofanlage Bestandteil der ursprünglichen Ortskernbebauung, straßenbildprägend, baugeschichtlich bedeutsam | 09259761 |
| Direkt Bild zu diesem Denkmal hochladen | Wohnhaus, daran angebautes Seitengebäude, Scheune und Hofpflasterung eines Bauernhofes | Liebertwolkwitzer Markt 5 (Karte)         | Anfang 19. Jh. (Bauernhaus), bezeichnet 1891 (Scheune)                                                                                             | Wohnhaus zeittypischer Putzbau, gut erhaltene Hofanlage in städtebaulich wichtiger Lage, baugeschichtlich und ortsentwicklungsgeschichtlich von Bedeutung | 08970133 |
| Direkt Bild zu diesem Denkmal hochladen | Wohnhaus und zwei Toranlagen eines Vierseithofes | Liebertwolkwitzer Markt 8 (Karte)         | um 1890 (Bauernhaus) | zur Straße traufständiges Wohnhaus, Putzfassade, Eingang mit ionischen Pilastern, Gebäude von ortsbildprägendem Charakter in Nähe zur Kirche, baugeschichtliches Zeugnis der Ortskernentwicklung | 09259778 |
| Weitere Bilder                          | Wohnhaus eines Bauernhofes | Liebertwolkwitzer Markt 9 (Karte)         | Anfang 19. Jh. (Wohnhaus) | Obergeschoss Fachwerk, zum Markt traufständig, Bestandteil der ursprünglichen Ortskernbebauung in markanter Lage, baugeschichtlich bedeutsam | 09259781 |
| Weitere Bilder                          | Villa | Liebertwolkwitzer Markt 10 (Karte)        | um 1900 (Villa) | Putzfassade mit Eckturm, herrschaftliches Gebäude von ortsbildprägendem Charakter, ortsgeschichtlich und baugeschichtlich von Wert | 09259782 |
| Weitere Bilder                          | Toranlage (mit Pforte) und Seitengebäude eines Bauernhofes | Liebertwolkwitzer Markt 11 (Karte)        | Mitte 19. Jh. (Seitengebäude) | Toreinfahrt mit Sandsteinabdeckung, Seitengebäude ein zeittypischer Putzbau, repräsentative Bestandteile der ursprünglichen Ortskernbebauung in zentraler Lage, Baugeschichtswert, Geschichtswert für die Ortsentwicklung | 09259785 |
| Weitere Bilder                          | Apelstein Nr. 9 (N) | Liprandisdorfer Straße (Karte)            | gesetzt 1861 (Gedenkstein) | Gedenkstein zur Erinnerung an die Kämpfe der Völkerschlacht bei Leipzig 1813, 12.000 Mann unter Marschall Mortier gegen Österreicher unter Klenau, geschichtlich von Bedeutung, Dokumentationswert, Wert für die Volksbildung | 09259871 |
| Direkt Bild zu diesem Denkmal hochladen | Häuslerhaus | Mittelgasse 14 (Karte)                    | 19. Jh. (Häusleranwesen) | eingeschossiger Lehmbau, eines der letzten erhaltenen Häusleranwesen des 19. Jahrhunderts in Liebertwolkwitz, baugeschichtlich und sozialgeschichtlich bedeutsam | 08970132 |
|                                         | Denkmal für die Völkerschlacht bei Leipzig 1813 | Monarchenhügel (Karte)                    | 1847 (Denkmal) | auf dem Monarchenhügel | 09259873 |
| Weitere Bilder                          | Apelstein Nr. 32 (V) | Monarchenhügel (Karte)                    | bezeichnet 1863 (Gedenkstein) | in Liebertwolkwitz, Gelände der ehemaligen Gaststätte »Zum Monarchenhügel«, Ortsteilgrenze zu Meusdorf, Gedenkstein zur Erinnerung an die Kämpfe der Völkerschlacht bei Leipzig am 18. Oktober 1813, russische und preußische Truppen unter Barclay de Tolly, geschichtlich von Bedeutung, Dokumentationswert | 09299385 |
| Direkt Bild zu diesem Denkmal hochladen | Wohnhaus mit Garten, Nebengebäude und Einfriedung | Monarchenhügel 42 (Karte)                 | 1934–1936 (Wohnhaus), 1948 (Schuppen) | baugeschichtlich von Bedeutung Am Liebertwolkwitzer Ortsrand entstand 1936 in unmittelbarer Nachbarschaft zu einem pittoresken Villengrundstück ein moderner Wohnhausneubau. Bereits zum Ende des Jahres 1934 war der Antrag gestellt worden durch Olga Johanna Jedermann geb. Ebersberger aus dem nahen Stötteritz als Bauherrin (Mitunterzeichner ihr Ehemann, der Kaufmann Richard Jedermann), auch unterzeichnet vom bauleitenden Architekten des Entwurfs, Willy Kober. Für die Ausführung des Einfamilienhauses steht Baumeister Paul Kittler. Modernem Wohnkomfort verpflichtet zeigt sich das Gebäude mit Putzfassade über verfugtem rotem Klinkersockel, überfangen von einem mit naturroten Biberschwänzen zu deckenden Walmdach. Weit steht der Traufkasten vor, rahmen Klappläden die Fenster der Wohnräume. Akzente setzen ein mit Dekor des Art déco versehener Standerker über ovalem Grundriss, ein schmales Sohlbankgesims im Obergeschoss, der Anbau mit dem Hauszugang, ein Wintergartenanbau mit einer darunter im Kellergeschoss eingerichteten Garage. Zur erhaltenen Innenausstattung zählen Dielenböden, zwei kleine Bleiglasfenster, Innentüren und die Treppe zur oberen Etage, hervorzuheben ist die großzügige Diele. Wenig glücklich zeigt sich die Aufstockung des ehemaligen Wintergartens am Wohnhaus 2008/2009. Für den rückwärtigen, original erhaltenen Lagerschuppen wurde am 27. Dezember 1948 die Genehmigung erteilt. Eingebettet ist das Haus in eine schützenswerte Gartenanlage, nebst Obstgarten und Vorgarten. Erhalten sind ein das Haus umgreifender Weg aus unregelmäßigen Platten, Torpfeiler der Garageneinfahrt und des Hauszugangs. Gehölzbestand aus der Erbauungszeit ist deutlich sichtbar. Sehr deutlich zeigt das Grundstück Anspruch und Ausprägung im privaten Wohnungsbau der 1930er Jahre. LfD/2008, 2019 | 09293932 |
| Direkt Bild zu diesem Denkmal hochladen | Gedenkstein für die Opfer des Faschismus | Muldentalstraße (Karte)                   | nach 1945 (Denkmal) | gewidmet den antifaschistischen Widerstandskämpfern und den Opfern des Faschismus, in kubischer Formen gestaltet, Geschichtswert, Erinnerungswert | 09259772 |
| Direkt Bild zu diesem Denkmal hochladen | Wohnhaus in offener Bebauung | Muldentalstraße 5 (Karte)                 | 1888 (Wohnhaus) | zeittypischer Putzbau mit Satteldach, zweigeschossiges Wohnhaus am Ortseingang mit feiner Fassadengliederung in unmittelbarer Nähe zum ortsbildprägenden Wasserturm, baugeschichtlich und ortsentwicklungsgeschichtlich von Wert 1888 wurde das Gebäude in Traufstellung zur Chaussee nach Grimma erbaut, nebst einem Stallgebäude im Hof. Milchhändler Friedrich Wilhelm Götze versicherte sich der Fachkunde des Liebertwolkwitzer Maurermeisters Theodor Calov. Erst im Dezember 1962 kam die Baugenehmigung für Innenklosetts zur Ausreichung und wurde der Übelstand der Aborte im Hofgebäude beseitigt. Das Stallgebäude besaß zudem Waschhaus, Wagenschuppen, Holzstall sowie Buchten für Schweine und Pferde. Das verputzte Wohnhaus mit Stockgesims, profilierter Traufe und feiner Quadernutung an den Eckkanten steht in offener Bebauung, mit Sichtklinkersockel zur Straßenseite und ziegelgedecktem Satteldach. Vornehm wirken die einfachen Putzrahmungen der Fensteröffnungen und die kleinen Stuckkonsolen unter den Sohlbänken im Obergeschoss. Das Haus ist eines der wenigen noch weitgehend original überkommenen Zeugnisse der beginnenden Verstädterung von Liebertwolkwitz gegen Ende des 19. Jahrhunderts (und heute leider mit unpassenden neuen Fenstern versehen). LfD/2017 | 08970147 |
| Direkt Bild zu diesem Denkmal hochladen | Wohnhaus in halboffener Bebauung | Muldentalstraße 26 (Karte)                | 19. Jh. (Wohnhaus) | Putzbau mit Fachwerkobergeschoss, gut erhaltener Bau der historischen Ortsbebauung der 1. Hälfte des 19. Jahrhunderts, baugeschichtlich und ortsentwicklungsgeschichtlich von Bedeutung | 08970145 |
| Direkt Bild zu diesem Denkmal hochladen | Wohnhaus in offener Bebauung und seitliche Toreinfahrt | Muldentalstraße 42 (Karte)                | um 1870/1875 (Wohnhaus) | zeittypische Putzfassade, gründerzeitliches Gebäude im Ortskern, baugeschichtlich bedeutsam, Dokument der Ortsentwicklung | 08970141 |
| Direkt Bild zu diesem Denkmal hochladen | Häuslerhaus | Muldentalstraße 63 (Karte)                | um 1825 (Häusleranwesen) | eingeschossiger Putzbau, straßenbildprägendes Wohngebäude an der Ausfallstraße, baugeschichtlich und ortsentwicklungsgeschichtlich bedeutsam | 09258081 |
| Direkt Bild zu diesem Denkmal hochladen | Häuslerhaus | Muldentalstraße 69 (Karte)                | 19. Jh. (Häusleranwesen) | eingeschossiger Putzbau, Fachwerkgiebel, gut erhaltenes Beispiel der ursprünglichen Bebauung mit Holzfenstergewänden, Zeugniswert, baugeschichtlich und ortsgeschichtlich von Bedeutung | 09257894 |
| Direkt Bild zu diesem Denkmal hochladen | Wohnhaus in offener Bebauung, mit Nebengebäude im Hof (ehemalige Fleischerei) nebst Waschhausanbau | Muldentalstraße 78 (Karte)                | 1846 (Wohnhaus), 1914 (Nebengebäude) | Wohnhaus zeittypischer Putzbau, gut erhaltenes Ensemble aus der Mitte des 19. Jahrhunderts mit zahlreichen originalen Details, wie z. B. verzierte schmiedeeiserne Blitzableiter, bauhistorisch von Interesse als Dokument der Ortsentwicklung | 08970152 |
| Direkt Bild zu diesem Denkmal hochladen | Einfriedung eines Wohnhaus-Grundstückes und Gartenlaube | Muldentalstraße 82 (Karte)                | um 1890 (Gartenlaube) | historistische, schmiedeeiserne Einfriedung eines Grundstücks mit hölzernem Gartenpavillon, Dokumentationswert, ortsentwicklungsgeschichtlicher Zeugniswert | 08970154 |
| Direkt Bild zu diesem Denkmal hochladen | Wohnhaus in offener Bebauung, mit Garten und Toreinfahrt | Muldentalstraße 100 (Karte)               | 1907–1909 (Wohnhaus) | Putzfassade mit Fachwerkgiebeln, straßenbildprägendes Gebäude aus der Zeit des späten Jugendstils, baugeschichtlich und ortsentwicklungsgeschichtlich von Bedeutung 1891 war das Grundstück im Zusammenhang mit dem Bau eines Wagenschuppens noch im Besitz von Fuhrwerksbesitzer Ernst Starke genannt. Im Sommer 1907 begannen erste Aktivitäten für die Errichtung eines Wohngebäudes durch den Baumeister Johann Friedrich Dittrich, der Finanzierung, Ausführung und Bauleitung übernahm, im Juni 1908 das Baugesuch nochmals vorlegte und ein gutes Jahr später die Ingebrauchnahme des Hauses genehmigt bekam. Für den Neuverputz der Fassade 1939 wurde ein Grauweiss gefordert, 1946 waren Instandsetzungsarbeiten an Wohnhaus und Stallgebäude geplant. Reform- und Landhausstil prägen das freistehende Gebäude auf einem reizvoll durchgrünten Grundstück. Einem Landhaus ähnlich war für jede Etage auch nur eine Wohnung vorgesehen, mit dreieinhalb Zimmern, zwei Kammern sowie Vorsaal und Küche nebst Speisekammer. An der zur ehemaligen Grimmaer Chaussee liegenden Giebelfront wurde rechtsseitig, zurückgesetzt der Hauseingang eingeordnet, die vierachsige Hauptfront zeigt zum seitlichen Wegan der Ostseite, besitzt einen in ein Zwerchhaus mündenden Mittelrisalit. Das Dach weist verzierte Knaggen am Dachüberstand, die Giebel Sichtfachwerk auf. Ein bis zu den Sohlbänken des Parterre gezogener dunkler Klinkersockel und die rote Ziegeldeckung des Daches klammern die sehenswerte helle Fassade mit ihren verzierten Fensterrahmungen, ehemals setzten hohe schmale Spaliere an den Putzflächen der Nordostecke zusätzliche Akzente. Zwei mächtige gemauerte Torpfeiler und die am Zugang solitär stehende Linde stammen aus der Bauzeit, ebenso weitgehend die Ausstattung. Für einen der qualitätsvollsten Villen- und Landhausbauten in Liebertwolkwitz besteht eine baugeschichtliche Bedeutung, zudem ein personengeschichtlicher Wert für das zum Eigenbedarf durch den in der Region sehr gefragten Liebertwolkwitzer Baumeister Dittrich. LfD/2018, 2019 | 09259869 |
| Direkt Bild zu diesem Denkmal hochladen | Wohnhaus (mit drei Eingängen) in offener Bebauung | Muldentalstraße 108; 110; 112 (Karte)     | bezeichnet 1938 (Wohnhaus) | Putzfassade, straßenbildprägendes Gebäude mit zeittypischen Stilelementen, baugeschichtlich und ortsentwicklungsgeschichtlich bedeutsam als Dokument des sozialen Wohnungsbaues in den 1930er Jahren Der im Leipziger Süden ansässige Architekt Hans Hennig fertigte Pläne für den Bauherren des Drillingshauses, Herrn Ingenieur Curt Karl Alberg Schweiss aus dem benachbarten Großpösna. Dieser hatte die Grundstücke mit einer Reichsbürgschaft von der Kommunalgemeinde Liebertwolkwitz 1937 erworben, führte geschäftlich eine Radio-Großhandlung in Leipzig. Bereits Ende März konnte die Ingebrauchnahme der Wohnungen erfolgen, die das Baugeschäft des leitenden Baumeisters Max Zober hergerichtet hatte. Aus Kostengründen war für alle drei Einzelhäuser des „Drillingsblocks“ lediglich ein Wasser- und ein Schleusenanschluss hergestellt worden, nachgereicht wurden Pläne für Einfriedung und den Einbau von Luftschutzkellern. Zur Umfriedung vorgesehen waren Betonsockel, Zementsäulen und ein gehobelter Lattenzaun mit Deckbrett, als Begrenzung der Rasenflächen eine fünfzehn Zentimeter hohe Betonsteineinfassung. Beabsichtigt war, den Vorgarten als Ziergarten anzulegen. Der Mitte März des Jahres 1938 zum Bezug freigegebene Wohnblock sollte einheitlich in hellem, leicht farbig glattem Kellenzugputz in Erscheinung treten, einem mit roten Ziegeln gedeckten Dach und abgesetztem Sockel aus Eisenklinkern. Alle Fenster besaßen Rahmung aus Edelputzmasse, die Hauseingänge erhielten eine Umrahmung aus Kunststein, die beiden Giebel „Sgraffito-Arbeit in dekorativer Wirkung“. Kräftig vor die beiden Schauseiten der benachbarten Häuser tretend zeigt sich das Mittelhaus Nummer 110, mit einem schmalen hochrechteckigen Fensterband des Treppenhauses. Dieses wird durch zwei Halbplastiken gerahmt, einen Mann links und rechts eine Frau mit Kleinkind darstellend. Zeitgemäß modern enthielten alle Mieteinheiten ein innenliegendes Bad sowie Wasserspülaborte. Vom 1. April 1950 datiert die Übertragungsurkunde der Landesregierung Sachsen zur Übernahme des 45 Meter breiten Wohnblocks in das Eigentum des Volkes. Von ortsentwicklungsgeschichtlichem Interesse ist das Gebäude auch im Hinblick auf die in etwa gegenüber stehenden Häuser Muldentalstraße 91/93 (1953–1955 im Wohnungsbau-Zusatzprogramm der DDR) und 95 (1950–1951 für die Nationale Front), die auf den Zweigeschosser der 1930er Jahre Bezug nehmen. Das Objekt besitzt einen sozialgeschichtlichen und baugeschichtlichen Wert. LfD/2017, 2019 | 08970153 |
| Direkt Bild zu diesem Denkmal hochladen | Wohnhaus in offener Bebauung, mit Vorgarten und Nebengebäude | Naunhofer Landstraße 5 (Karte)            | um 1890 (Wohnhaus) | stattlicher, historisierender Putzbau mit qualitätvollen Fensterbekrönungen, baugeschichtlich und ortsentwicklungsgeschichtlich bedeutsam | 08970159 |
| Direkt Bild zu diesem Denkmal hochladen | Einfriedung und Toranlage eines Grundstückes | Naunhofer Landstraße 9 (Karte)            | um 1900 (Einfriedung) | gelbe und grüne Klinkerpfeiler mit Eisenzaunfeldern, gut erhaltene und repräsentativ gestaltete Einfriedung, straßenraumcharakterisierendes historisches Zeugnis der Ortsentwicklung | 08970114 |
| Direkt Bild zu diesem Denkmal hochladen | Eisenbahnerwohnhaus in offener Bebauung | Naunhofer Landstraße 10 (Karte)           | 1914 (Eisenbahnerwohnhaus) | Putzfassade, Sachzusammenhang mit dem Liebertwolkwitzer Bahnhof, Geschichtsdokument der Ortsentwicklung und verkehrshistorische Bedeutung | 09302423 |
| Direkt Bild zu diesem Denkmal hochladen | Gedenktafel für Hermann Hauschild | Oberholzstraße 13 (Karte)                 | nach 1945 (Gedenktafel) | zur Erinnerung an den Antifaschisten Hermann Hauschild (1892–1945), Geschichtswert, Zeugnis der Heimatpflege und Erinnerungskultur | 09259867 |
| Direkt Bild zu diesem Denkmal hochladen | Fabrikantenvilla | Ostende 5 (Karte)                         | 1912 (Fabrikantenvilla) | Putzbau mit Mansarddach und mit rückwärtigem Treppenhausturm, Reformstil-Architektur, baugeschichtlich und ortsentwicklungsgeschichtlich von hohem Zeugniswert | 08970156 |
| Direkt Bild zu diesem Denkmal hochladen | Friedhof Liebertwolkwitz, Sachgesamtheit | Reinhold-Schulze-Straße 5 (Karte)         | 1853, Einweihung (Friedhof) | Sachgesamtheit Friedhof Liebertwolkwitz, mit folgenden Einzeldenkmalen (siehe Obj.-ID 09306671): Friedhofskapelle, Einfriedung, Grabmale und gärtnerische Friedhofsgestaltung; Kapelle mit Ziegelfassade, bedeutendes Zeugnis der Ortsgeschichte, neogotische Kapelle von Hugo Altendorff, baugeschichtlich von Wert - vor 1853 fanden die Bestattungen auf dem Alten Kirchhof neben der Kirche statt | 09259770 |
| Direkt Bild zu diesem Denkmal hochladen | Friedhof Liebertwolkwitz, Einzeldenkmale | Reinhold-Schulze-Straße 5 (Karte)         | 1881 (Friedhofskapelle) | Einzeldenkmale der Sachgesamtheit Friedhof Liebertwolkwitz (siehe Obj.-ID 09259770): Friedhofskapelle, Einfriedung, Grabmale und gärtnerische Friedhofsgestaltung; Kapelle mit Ziegelfassade, bedeutendes Zeugnis der Ortsgeschichte, neogotische Kapelle von Hugo Altendorff, baugeschichtlich von Wert | 09306671 |
| Direkt Bild zu diesem Denkmal hochladen | Mietshaus in offener Bebauung in Ecklage | Reinhold-Schulze-Straße 14 (Karte)        | 1902–1903 (Mietshaus) | historisierende Putzfassade, Gebäude von straßenbildprägendem Charakter, baugeschichtlich und ortsentwicklungsgeschichtlich von Bedeutung | 09259769 |
| Weitere Bilder                          | Handschwengelpumpe mit Brunnenschacht und Abdeckplatte, sogenannte Doppelpumpe | Roßmarkt (Karte)                          | um 1890 (Handschwengelpumpe) | Typ Lange Pumpe, sehr schlanke Form, Zeugnis der Ortsentwicklungsgeschichte | 09299340 |
| Weitere Bilder                          | Wohnhaus und Seitengebäude eines Bauernhofes | Roßmarkt 1 (Karte)                        | 19. Jh. (Bauernhaus) | stattliche Hofanlage, Wohnhaus mit Putzfassade (Obergeschoss Fachwerk verputzt) und Krüppelwalmdach, Stallgebäude zum Teil in Bruchsteinmauerwerk und mit Kreuzgratgewölbe, ortsbildcharakterisierende Bauten mit wissenschaftlich-dokumentarischem Wert und baugeschichtlicher Bedeutung | 08970160 |
| Direkt Bild zu diesem Denkmal hochladen | Wohnstallhaus und Scheune eines ehemaligen Dreiseithofes | Roßmarkt 6 (Karte)                        | 19. Jh. (Wohnstallhaus) | Wohnstallhaus verputzter Fachwerkbau, Durchfahrtsscheune, gut erhaltener kleiner Dreiseithof in platzbildcharakterisierender Lage, baugeschichtlich und ortsentwicklungsgeschichtlich von Bedeutung | 08970162 |
| Weitere Bilder                          | Wohnstallhaus, Seitengebäude und Scheune eines Dreiseithofes | Roßmarkt 15 (Karte)                       | um 1850 (Wohnstallhaus), Ende 19. Jh. (Seitengebäude)                                                                                              | Gebäude mit Putzfassaden, weitgehend noch in ursprünglicher Form erhaltene Hofanlage, ortsbildprägend und baugeschichtlich von Wert | 09259765 |
| Weitere Bilder                          | Häuslerhaus | Roßmarkt 16 (Karte)                       | 2. Hälfte 19. Jh. (Häusleranwesen) | eingeschossiger Putzbau mit Krüppelwalmdach, Gebäude der ursprünglichen Ortskernbebauung mit ortsbildgestaltender Funktion, baugeschichtlich und sozialgeschichtlich von Bedeutung | 09259766 |
| Direkt Bild zu diesem Denkmal hochladen | Wohnhaus, Seitengebäude und Scheune eines Dreiseithofes | Seitenstraße 15 (Karte)                   | 1. Hälfte 19. Jh. (Bauernhaus) | geschlossen erhaltener Bauernhof, Dokument der Ortskernbebauung in der 1. Hälfte des 19. Jahrhunderts, ortsentwicklungsgeschichtlich von Wert | 08970130 |
| Direkt Bild zu diesem Denkmal hochladen | Mietshaus in offener Bebauung | Seitenstraße 24 (Karte)                   | um 1895 (Mietshaus) | mit Eckladen, historisierender Putzbau, repräsentatives Gebäude in städtebaulich wichtiger Lage, baugeschichtlich und ortsentwicklungsgeschichtlich bedeutsam | 08970129 |
| Direkt Bild zu diesem Denkmal hochladen | Gartenpavillon eines Wohngrundstückes | Seitenstraße 37 (Karte)                   | 1909 (Gartenhaus) | Dokumentations- und Seltenheitswert, baugeschichtlich von Bedeutung | 08970125 |
| Direkt Bild zu diesem Denkmal hochladen | Wohnhaus in halboffener Bebauung | Störmthaler Straße 2 (Karte)              | bezeichnet 1883 (Wohnhaus) | gründerzeitliches Wohnhaus in baulich interessantem Zusammenhang mit den Nachbargebäuden, an einer Straßengabelung liegend, straßenraumgestaltende Putzfassade, mit baugeschichtlicher und ortsgeschichtlicher Bedeutung | 08970120 |
| Direkt Bild zu diesem Denkmal hochladen | Wohnhaus in offener Bebauung | Störmthaler Straße 2 (ehem. 4) (Karte)    | um 1880 (Wohnhaus) | mit Laden, straßenraumcharakterisierender gründerzeitlicher Putzbau, baugeschichtlich und ortsentwicklungsgeschichtlich von Bedeutung | 08970119 |
| Direkt Bild zu diesem Denkmal hochladen | Wohnhaus in offener Bebauung, mit Einfriedung, Toranlage und Vorgarten | Störmthaler Straße 10 (Karte)             | um 1890 (Wohnhaus) | historisierende Putzfassade mit Gliederung aus Rochlitzer Porphyrtuff, ortsbildprägendes Gebäude des ausgehenden 19. Jahrhunderts, baugeschichtlich von Bedeutung | 09259789 |
| Direkt Bild zu diesem Denkmal hochladen | Wohnhaus in offener Bebauung, mit Vorgarten und seitlicher Einfriedungsmauer | Störmthaler Straße 18 (Karte)             | um 1930 (Wohnhaus) | zeittypischer Siedlungsbau der 1930er Jahre, Einfriedung als Klinkermauer, mit baugeschichtlicher Bedeutung, Zeugnis der Ortsentwicklung | 08970118 |
| Direkt Bild zu diesem Denkmal hochladen | Wohnhaus in offener Bebauung, mit Vorgarten und seitlicher Einfriedungsmauer | Störmthaler Straße 20 (Karte)             | um 1930 (Wohnhaus) | zeittypischer Siedlungsbau der 1930er Jahre, Einfriedung als Klinkermauer, baugeschichtlich von Bedeutung, Zeugnis der Ortsentwicklung | 08970117 |
| Weitere Bilder                          | Wohnstallhaus (Nr. 1), Torbogen (mit zwei Prellsteinen) und Seitengebäude (Nr. 1a) eines ehemaligen Vierseithofes | Teichmannstraße 1; 1a (Karte)             | 19. Jh. (Wohnstallhaus) | Wohnstallhaus ein Putzbau, Obergeschoss Fachwerk verputzt, hofseitig teilweise Sandsteintürgewände, Seitengebäude eingeschossiger Massivbau, große stattliche Hofanlage in Nähe zum Liebertwolkwitzer Markt, stadtbildprägende Gebäude, baugeschichtlich von Bedeutung, wissenschaftlicher Dokumentationswert | 08970108 |
| Direkt Bild zu diesem Denkmal hochladen | Wohnhaus und Toreinfahrt eines Bauernhofes | Teichmannstraße 10 (Karte)                | 19. Jh. (Wohnhaus) | verputzter Fachwerkbau mit Lehmerdgeschoss, gut erhaltene Bestandteile einer alten Hofanlage, baugeschichtlich von Bedeutung | 09299332 |
| Direkt Bild zu diesem Denkmal hochladen | Wohnhaus eines Bauernhofes | Teichmannstraße 11 (Karte)                | 19. Jh. (Bauernhaus) | Putzbau mit Lehm-Erdgeschoss sowie zum Teil verputztem Fachwerk-Obergeschoss, gut erhaltener Bestandteil der Ortskernbebauung des 19. Jahrhunderts, baugeschichtlich und ortsentwicklungsgeschichtlich von Wert | 09299333 |
| Direkt Bild zu diesem Denkmal hochladen | Scheune eines Bauernhofes | Teichmannstraße 16 (Karte)                | 19. Jh. (Scheune) | stattliches Gebäude, Giebel in Fachwerk mit Ziegelausfachung, baugeschichtlich und straßenbildcharakterisierend von Bedeutung | 08970122 |
| Direkt Bild zu diesem Denkmal hochladen | Postamt Liebertwolkwitz: Wohn- und Postgebäude in offener Bebauung (Badergasse 2 und Teichmannstraße 19) | Teichmannstraße 19 (Badergasse 2) (Karte) | 1898–1899 | Klinkerfassade, städtebaulich und ortsgeschichtlich von Bedeutung | 09307378 |
| Direkt Bild zu diesem Denkmal hochladen | Mietshaus in halboffener Bebauung | Teichmannstraße 21 (Karte)                | 1888 (Mietshaus) | mit Eckladen, historisierende Putzfassade, Gebäude in städtebaulich markanter Lage, Zeugnis der Ortsentwicklung, baugeschichtlich bedeutsam | 09259760 |
| Direkt Bild zu diesem Denkmal hochladen | Mietshaus in offener Bebauung | Teichmannstraße 22 (Karte)                | um 1900 (Mietshaus) | mit Tordurchfahrt, Klinkerfassade, Bestandteil der historistischen Ortsteilbebauung, baugeschichtlich und ortsentwicklungsgeschichtlich bedeutsam | 09259788 |
| Direkt Bild zu diesem Denkmal hochladen | Wohnhaus in halboffener Bebauung und Hofgebäude | Teichmannstraße 32 (Karte)                | um 1880 (Wohnhaus) | Vordergebäude gut erhaltener Putzbau der 1880er Jahre mit Dreiecksgiebel und dezenter Fassadengliederung, bildet Ensemble mit Nachbargebäude, baugeschichtlich und ortsentwicklungsgeschichtlich von Bedeutung | 08970121 |
| Direkt Bild zu diesem Denkmal hochladen | Denkmal | Zum Denkmal (Karte)                       | 1847 (Denkmal) | am Standort der verbündeten Monarchen am 18. Oktober 1813 während der Völkerschlacht bei Leipzig, Obelisk auf gestuftem Unterbau, erstes Denkmal des »Vereins zur Feier des 19. Oktober«, in Nähe des Apelsteins Nummer 32, geschichtlich von Bedeutung, Bedeutung für die Volksbildung | 09290174 |
| Weitere Bilder                          | Wasserturm | Zum Wasserturm 3 (Karte)                  | 1903 (Wasserturm) | Ziegelbau, ortsbildprägendes technisches Denkmal, Wahrzeichen von Liebertwolkwitz, Bedeutung für Ortsgeschichte und Volksbildung Mit dem Bau des 52,5 m hohen Wasserturmes in Liebertwolkwitz wurde im Oktober 1903 begonnen. Er sollte in Verbindung mit dem zugehörigen Wasserwerk (mit Enteisungsanlage) die Wasserversorgung der südöstlich der Stadt Leipzig gelegenen, damals noch eigenständigen, Ortschaften Kleinpösna, Seifertshain, Zuckelhausen und Liebertwolkwitz sicherstellen. Die Bauleitung wurde dem königlichen Baurat und Zivilingenieur Adolf Thiem von der Gemeinde Liebertwolkwitz übertragen, der den Standort auf Grund der einwandfreien Grundwasserbeschaffenheit auswählte. Der Turm wurde über kreisförmigem Grundriss errichtet und ist bis auf das Fundament (Stampfbeton) als Ziegelbau ausgeführt. Für die Grundfarbigkeit wurden gelbe Ziegel verwendet, einige Bauteile wie der Sockel, die Auskragung und die Ecken des Behältergeschosses werden durch die Verwendung roter Ziegel akzentuiert. Der Schaft des Turmes verjüngt sich von 14 m am Turmfuß auf 10 m unterhalb des Tambours und leitet dann über Kragsteine zum leicht ausgestellten oktogonalen Behältergeschoss über, das wiederum von einem spitzen Dach (Eisenkonstruktion) mit vier Walmgauben und einer durchfensterten Laterne abgeschlossen wird. Das Innere des Turmes wird von vier Seiten über je drei hochrechteckige, übereinanderliegende Fenster belichtet. Eine eiserne Wendeltreppe führt im Innern zum 300 m³ großen Wasserbehälter, der in 25 m Höhe ansetzt und als kugelförmiger Hängebodenbehälter ausgeführt ist. Die Laterne kann man über eine am Behälter angebrachte Leiter erreichen. Nach einjähriger Bauzeit nahm der Wasserturm im September 1904 seinen Betrieb auf. 2002 wurde er stillgelegt und befindet sich seitdem in Privatbesitz. Er wird seit 2014 zu Wohnzwecken umgebaut. Mit dem Einbau von vier Maisonettwohnungen mit zugehöriger neuer Treppe und Fahrstuhl auf insgesamt neun Ebenen ist der Verlust der technischen Ausstattung verbunden. Als Landmarke kommt dem Turm eine ortsbildprägende Bedeutung zu. Er legt zudem als technisches Denkmal Zeugnis von der mit dem Ausbau der Wasserversorgung zu Beginn des 20. Jahrhunderts einhergehenden Entwicklung der Gemeinden um Leipzig ab. LfD/2017 | 09259752 |

## Ehemalige Kulturdenkmale
| Bild                                    | Bezeichnung | Lage                       | Datierung                                                               | Beschreibung | ID       |
| --------------------------------------- | ----------- | -------------------------- | ----------------------------------------------------------------------- | --- | -------- |
| Direkt Bild zu diesem Denkmal hochladen | Wohnhaus    | Kirchstraße 2 (Karte)      | 1. Hälfte 19. Jh. (Wohnhaus)                                            | Wohnhaus mit Anbau; Putzfassade, traufständig, Bestandteil der ursprünglichen Ortskernbebauung                                                                                           | 09259786 |
| Direkt Bild zu diesem Denkmal hochladen | Wohnhaus    | Mittelgasse 2 (Karte)      | um 1850, wohl 1854 (Wohnhaus); 1854 (Nebengebäude); 1879 (Stallscheune) | Wohnhaus (verputzter Fachwerkbau) und ehemals auch Nebengebäude, in Ecklage Leibnitzstraße; gut erhaltener Bestandteil der Ortsbebauung des 19. Jahrhunderts, baugeschichtlich bedeutsam | 08970131 |
| Direkt Bild zu diesem Denkmal hochladen | Wohnhaus    | Muldentalstraße 33 (Karte) | Ende 19. Jh. (Wohnhaus)                                                 | Wohnhaus in halboffener Bebauung; Putzbau mit Fachwerkobergeschoss und Krüppelwalmdach, gut erhaltener Bestandteil der Ortsbebauung des 19. Jh., Zeugniswert                             | 08970144 |
| Direkt Bild zu diesem Denkmal hochladen | Villa       | Prager Straße 417 (Karte)  | 1910 (Villa)                                                            | Villa und Remise, Garten sowie Toranlage; Putzfassade, repräsentativ, sehr qualitätvoller Bau                                                                                            | 09259874 |